# Estonie au Concours Eurovision de la chanson 2011
L’Estonie a participé au Concours Eurovision de la chanson 2011 à Düsseldorf et a sélectionné son candidat grâce à une sélection nationale, Eesti Laul 2011.

## Eesti Laul2011
Le 19 octobre, la télévision nationale estonienne ERR donne le coup d'envoi de l'Eesti Laul 2011 qui sélectionnera la chanson et l'interprète représentant l'Estonie au Concours Eurovision 2011. L'émission aura lieu en février avec deux demi-finales de dix chansons. Cinq chansons de chaque demi-finale seront qualifiées pour la finale. Les 20 chansons demi-finalistes seront choisies par un jury et les dix finalistes seront choisis par un vote du jury et des téléspectateurs. En finale, deux super-finalistes s'affronteront et le gagnant sera choisi à 100 % par le vote des téléspectateurs,. Le 13 décembre, ERR annonce avoir reçu 140 chansons, soit 15 de moins qu'en 2010.
Le 20 décembre, ERR annonce la disqualification de Janne Saar car sa chanson "Meeting the Wolf" a été publiée avant le 1er septembre. Tiiu Kiik, qui avait participé à l'Eesti Laul 2010, remplace Janne Saar avec la chanson "Second chance".
Trois jours après, ERR annonce que la chanson "Ilusad inimesed" du groupe Laika Virgin feat. Fredy Schmidt est également disqualifiée pour avoir été publiée avant le 1er septembre. Ils sont remplacés par Meister & Mari avec la chanson "Unemati".

### Demi-finales

#### Première demi-finale
La première demi-finale a eu lieu le 12 février, présentée par Piret Järvis et Lenna Kuurmaa. Cinq chansons se sont qualifiées pour la finale du 26 février, par le vote du public et du jury,.
| Ordre | Artiste                      | Chanson                                                    | Paroles (l) / Musique (m)                                     | Jury | Télévote |    | Total | Place |
| ----- | ---------------------------- | ---------------------------------------------------------- | ------------------------------------------------------------- | ---- | -------- | -- | ----- | ----- |
| 1     | Marilyn Jurman & Karl Kanter | "Veel on aega" (Il est encore temps)                       | Marilyn Jurman & Karl Kanter (m & l)                          | 1    | 603      | 2  | 3     | 10    |
| 2     | ELMAYONESA                   | "Kes ei tantsi, on politsei" (Qui ne danse pas, la police) | Nicolas Behler, Nora Reitel, Helen Heinmäe                    | 2    | 2,325    | 6  | 8     | 7     |
| 3     | Victoria                     | "Baby Had You" (Bébé t'as eu)                              | Viktoriya Suslova, Sten Pulkkanen (m & l)                     | 8    | 1,939    | 4  | 12    | 5     |
| 4     | Noorkuu                      | "Be My Saturday Night" (Sois mon samedi soir)              | Mart Vainu (m & l)                                            | 5    | 2,381    | 7  | 12    | 3     |
| 5     | Jana Kask                    | "Don't Want Anything" (Je ne veux rien)                    | Jakko Maltis, Jana Kask (m & l)                               | 7    | 2,222    | 5  | 12    | 4     |
| 6     | Kait Tamra                   | "Lubadus" (Promesse)                                       | Kait Tamra (m & l)                                            | 4    | 1,359    | 3  | 7     | 8     |
| 7     | Ans. Andur                   | "Lapsed ja lennukid" (Les enfants et les avions)           | Madis Aesma, Mihkel Kirss, Gert Pajuväli, Madis Kriss (m & l) | 6    | 343      | 1  | 7     | 9     |
| 8     | Meister ja Mari              | "Unemati" (Le marchand de sable)                           | Mari Meentalo                                                 | 3    | 2,444    | 8  | 11    | 6     |
| 9     | Getter Jaani                 | "Rockefeller Street" (Rue Rockefeller)                     | Sven Lõhmus (m & l)                                           | 9    | 5,857    | 10 | 19    | 1     |
| 10    | Outloudz                     | "I Wanna Meet Bob Dylan" (Je veux rencontrer Bob Dylan)    | Stig Rästa, Fred Krieger (m & l)                              | 10   | 3,026    | 9  | 19    | 2     |

#### Deuxième demi-finale
La deuxième demi-finale a eu lieu le 19 février, présentée par Piret Järvis et Lenna Kuurmaa. Dix chansons devaient prendre part, mais "Jagatud öö" d'Uku Suviste (qui devait chanter en 6e position) a été disqualifiée après qu'il a été révélé que les paroles de sa chanson avaient déjà été utilisées pour une autre chanson sortie en 2004. Les neuf chansons restantes se sont affrontées pour cinq places en finale, choisies par le vote du jury et des téléspectateurs,.
| Ordre | Artiste                         | Chanson                                         | Paroles (l) / Musique (m)                                       | Jury | Télévote |   | Total | Place |
| ----- | ------------------------------- | ----------------------------------------------- | --------------------------------------------------------------- | ---- | -------- | - | ----- | ----- |
| 1     | Sõpruse puiestee & Merili Varik | "Rahu, ainult rahu" (La paix seulement la paix) | Allan Vainola, Mait Vaik (m & l)                                | 2    | 1,328    | 6 | 8     | 6     |
| 2     | Shirubi Ikazuchi                | "St. Cabah"                                     | Silvi Pilt (m & l)                                              | 3    | 403      | 3 | 6     | 7     |
| 3     | Sofia Rubina                    | "My Melody" (Ma mélodie)                        | Sofia Rubina, Talis Paide (m & l)                               | 4    | 203      | 2 | 6     | 8     |
| 4     | Mimicry                         | "The Storm" (L'orage)                           | Paul Lepasson, Timmo Linnas, Kene Vernik, Jaanus Telvar (m & l) | 7    | 547      | 4 | 11    | 4     |
| 5     | Orelipoiss                      | "Valss" (Valse)                                 | Jaan Pehk (m & l)                                               | 9    | 1,953    | 8 | 17    | 1     |
| 6     | Tiiu Kiik                       | "Second Chance" (Deuxième chance)               | Tiiu Kiik (m & l)                                               | 1    | 197      | 1 | 2     | 9     |
| 7     | MID                             | "Smile" (Souris)                                | Markus Robam (m & l)                                            | 8    | 1,403    | 7 | 15    | 3     |
| 8     | Ithaka Maria                    | "Hopa'pa-rei!"                                  | Ithaka Maria Rahula, Peeter Pruuli (m & l)                      | 6    | 5,751    | 9 | 15    | 2     |
| 9     | Rolf Roosalu                    | "All & Now" (Tout et maintenant)                | Rolf Roosalu, Liis Lass (m & l)                                 | 5    | 1,285    | 5 | 10    | 5     |

### Finale
La finale de l'Eesti Laul 2011 a eu lieu le 26 février, présenté par Piret Järvis, Lenna Kuurmaa et Ott Sepp. Les téléspectateurs et le jury ont choisi deux des 10 finalistes pour la super-finale, où le gagnant a été choisi par le seul télévote.
Outloudz and Getter Jaani ont été choisis pour la super-finale, remportée par Getter Jaani avec 62 % des votes,.
| Ordre | Artiste      | Chanson                  | Paroles (l) / Musique (m)                                       | Jury | Télévote |    | Total | Place |
| ----- | ------------ | ------------------------ | --------------------------------------------------------------- | ---- | -------- | -- | ----- | ----- |
| 1     | Ithaka Maria | "Hopa'pa-rei!"           | Ithaka Maria Rahula, Peeter Pruuli (m & l)                      | 3    | 12,069   | 9  | 12    | 5     |
| 2     | Rolf Roosalu | "All & Now"              | Rolf Roosalu, Liis Lass (m & l)                                 | 6    | 1,548    | 2  | 8     | 8     |
| 3     | Orelipoiss   | "Valss"                  | Jaan Pehk (m & l)                                               | 10   | 5,441    | 6  | 16    | 3     |
| 4     | Getter Jaani | "Rockefeller Street"     | Sven Lõhmus (m & l)                                             | 7    | 15,679   | 10 | 17    | 1     |
| 5     | Jana Kask    | "Don't Want Anything"    | Jakko Maltis, Jana Kask (m & l)                                 | 8    | 3,364    | 5  | 13    | 4     |
| 6     | MID          | "Smile"                  | Markus Robam (m & l)                                            | 5    | 3,264    | 4  | 9     | 7     |
| 7     | Outloudz     | "I Wanna Meet Bob Dylan" | Stig Rästa, Fred Krieger (m & l)                                | 9    | 10,747   | 8  | 17    | 2     |
| 8     | Mimicry      | "The Storm"              | Paul Lepasson, Timmo Linnas, Kene Vernik, Jaanus Telvar (m & l) | 2    | 885      | 1  | 3     | 10    |
| 9     | Noorkuu      | "Be My Saturday Night"   | Mart Vainu (m & l)                                              | 1    | 3,121    | 3  | 4     | 9     |
| 10    | Victoria     | "Baby Had You"           | Viktoriya Suslova, Sten Pulkkanen (m & l)                       | 4    | 7,072    | 7  | 11    | 6     |

#### Superfinale
| Artiste      | Chanson                  | Auteurs et Compositeurs          | Télévote | Place |
| ------------ | ------------------------ | -------------------------------- | -------- | ----- |
| Outloudz     | "I Wanna Meet Bob Dylan" | Stig Rästa, Fred Krieger (m & l) | 38 %     | 2     |
| Getter Jaani | "Rockefeller Street"     | Sven Lõhmus (m & l)              | 62 %     | 1     |

## À l'Eurovision
L’Estonie a concouru dans la seconde demi-finale du Concours, le 12 mai 2011.Les Bookmakers avait prédit une seconde place qui n'arriva pas.